# CCL5
CCL5 (englisch CC-chemokine ligand 5) ist ein Zytokin aus der Familie der CC-Chemokine.

## Eigenschaften
CCL5 ist an Entzündungsprozessen beteiligt. CCL5 wird unter anderem von zytotoxischen T-Zellen gebildet und bindet T-Zellen, Monozyten und Eosinophile durch Bindung der Rezeptoren CCR3, CCR5 und CCR1. CCL5 aktiviert den GPCR GPR75.
CCL5 ist an der Abwehr von Infektionen mit HIV-1 beteiligt, da es die Bindung von HIV an seinen Korezeptor CCR5 kompetitiv hemmt.